# Iwan Bogdanow
 Iwan Aleksandrowicz Bogdanow, ros. Иван Александрович Богданов (ur. 25 października?/6 listopada 1897 Jabłonowka, zm. 27 lipca 1942 w Kalininie) – radziecki generał porucznik, dowódca Frontu Armii Rezerwowych, funkcjonariusz organów bezpieczeństwa.

## Życiorys
Urodził się we wsi Jabłonowka w guberni tambowskiej.
W 1916 roku powołany do armii rosyjskiej. Służył w Pułku Grenadierów Lejbgwardii. Brał udział w I wojnie światowej, walcząc na Froncie Zachodnim. Posiadał stopień podoficerski i był dowódcą półkompanii.
W 1918 roku na ochotnika wstąpił do Armii Czerwonej w Tambowie, gdzie był kolejno zastępcą, a następnie dowódcą samodzielnego kompanii w oddziale CzK guberni tambowskiej. Następnie brał udział w walkach w czasie wojny domowej na Froncie Zachodnim i Front Południowy (radziecki)#1918–1921, gdzie kolejno był dowódcą kompanii, batalionu samodzielnego pułku WCzK. Później komisarzem wojskowym batalionu, zastępcą komisarza wojskowego brygady wojsk bezpieczeństwa, dowódcą samodzielnego batalionu specjalnego WCzK, szefem sztabu oddziału specjalnego WCzK guberni tambowskiej, zastępcą dowódcy 11 samodzielnego pułku kolejowego WCzK i dowódcą samodzielnego pułku WCzK.
Po zakończeniu wojny był dowódcą dywizjonu i samodzielnego dywizjonu wojsk OGPU. W 1927 roku ukończył kurs doskonalący dowódców „Wystrzał”, a następnie został komendantem szkoły młodszych dowódców OGPU. W 1929 roku został szefem sztabu samodzielnego dywizjonu przy kolegium OGPU. W 1933 roku ukończył Akademię Wojskową im. Frunzego, a po jej ukończeniu został wykładowcą cyklu wojskowego, a w 1934 roku szefem sztabu Wyższej Szkoły Wojsk Pogranicza NKWD.
W 1935 roku został starszym inspektorem wydziału wyszkolenia bojowego wojsk pogranicznych i bezpieczeństwa wewnętrznego Zarządu Głównego NKWD, następnie szefem sztabu wydziału wyszkolenia bojowego wojsk pogranicznych i bezpieczeństwa wewnętrznego NKWD Białoruskiej SRR. W 1938 roku starszy inspektor i szef wydziału wyszkolenia bojowego Zarządu Głównego NKWD Białoruskiej SRR. Brał udział w agresji ZSRR na Polskę jako dowódca wojsk pogranicznych i oddziałów NKWD Białoruskiej SRR.
Po ataku Niemiec na ZSRR został przeniesiony z wojsk NKWD do Armii Czerwonej i lipcu 1941 roku został dowódcą Frontu Armii Rezerwowych, tworzonego z jednostek NKWD i rezerwowych z zadaniem obrony na linii Stara Russa-Ostaszków-Istomin-Jelnia-Briańsk. Po rozwiązaniu frontu został zastępcą dowódcy nowo utworzonego Frontu Rezerwowego. W sierpniu został zastępcą dowódcy 5 Armii, a następnie dowódcą 39 Armii Frontu Kalinińskiego, którą dowodził w czasie operacji kalinińskiej. W związku z błędami w przygotowaniu i dowodzeniu armią w czasie operacji został pozbawiony stanowiska i wyznaczony na stanowisko zastępcy dowódcy 39 Armii.
W lipcu 1942 roku dowodził oddziałami 39 Armii, które znalazły się w okrążeniu na północny zachód od Wiaźmy. W czasie przebijania się przez linię frontu został ciężko ranny. W wyniku tych ran zmarł w szpitalu w Kalininie.
Pochowany został w zbiorowej mogile na placu Lenina w Kalininie.

## Awanse
- kombrig
- generał porucznik (od 4 czerwca 1940)

## Odznaczenia
- Order Lenina (pośmiertnie)
- Order Czerwonego Sztandaru
- Order Czerwonej Gwiazdy